# ابریشم مصری (سرده)
گل ابریشم، ابریشم مصری (نام علمی: Caesalpinia) نام یک سرده از گیاهان گلدار است. این گیاه در حدود ۷۰ تا ۱۶۵ گونه دارد.
یکی از گونه‌های گل ابریشم به نام (نام علمی: Caesalpinia pulcherrima) گل ملی کشور باربادوس است.

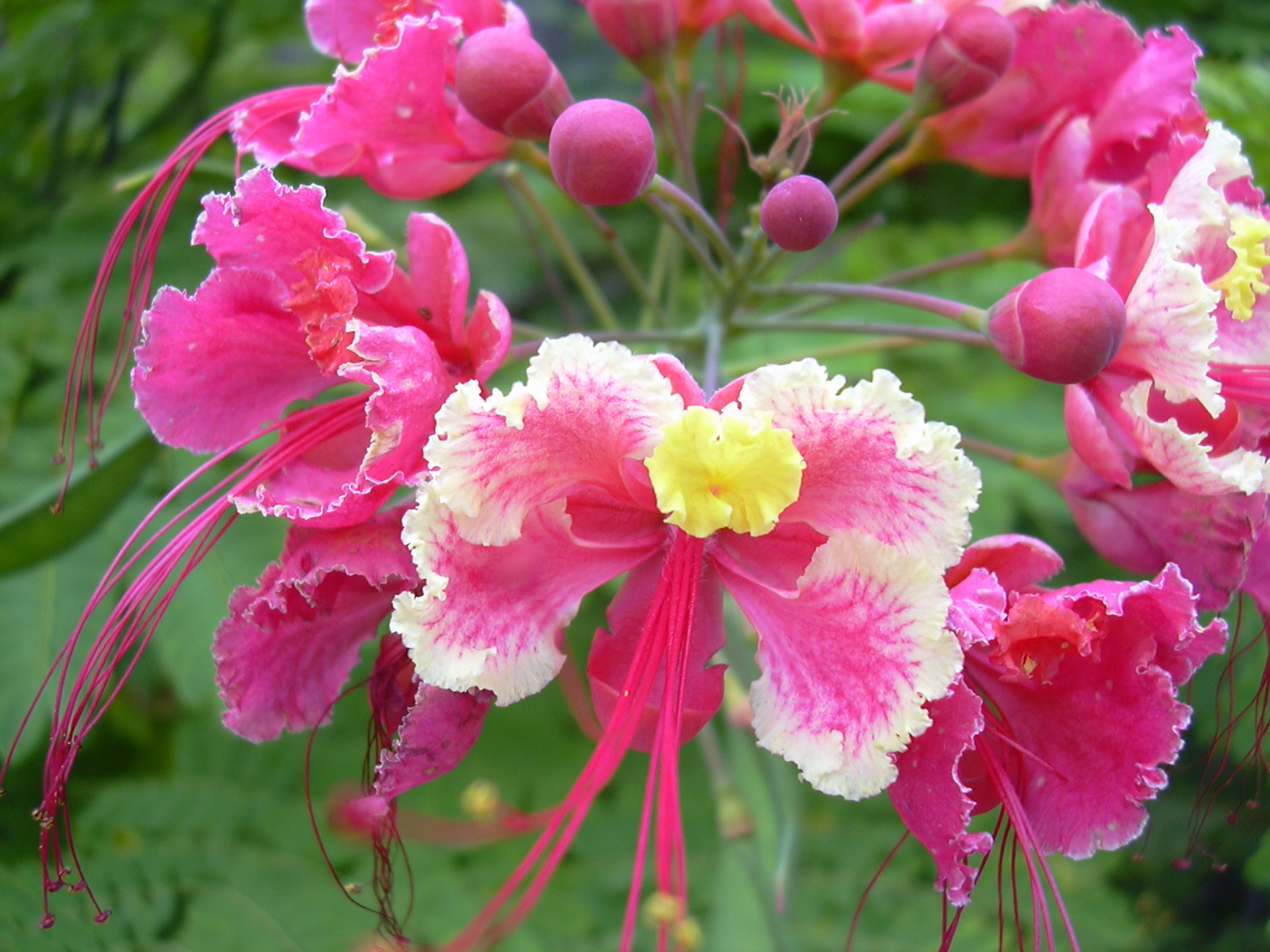
یکی از گونه‌های گل ابریشم به نام Caesalpinia pulcherrima